# Chiesa rupestre di Santa Margherita (Melfi)
La chiesa rupestre di Santa Margherita sorge sul pendio di una collina denominata "Toppo Sant’Agata", lungo la strada statale che oggi collega Melfi alla città di Rapolla. 
L'edificio è interamente scavato nel tufo vulcanico e presenta al suo interno un importante ciclo di affreschi; testimonianza significativa dell’arte in Basilicata durante il periodo angioino. Il programma decorativo insiste sul valore del martirio dei santi rappresentati e la dedicazione a Santa Margherita, protettrice delle partorienti, riflette una devozione popolare femminile. Lo stile delle pitture indica l’intervento di diverse maestranze, avvicendatesi nella prima metà del XIV secolo e portatrici di diverse esperienze artistiche, oscillanti tra la tradizione bizantina e le novità giottesche promanate da Napoli. Tra le pitture spicca l’originale rappresentazione dell'Incontro dei tre vivi e dei tre morti.

## Storia
La chiesa venne scoperta e illustrata per la prima volta da Gian Battista Guarini, in un saggio pubblicato nel 1899 sulla rivista Napoli Nobilissima. Secondo lo studioso, lo scavo dell’edificio fu effettuato dai monaci basiliani stabiliti nel Vulture intorno all’anno Mille, mentre il santuario fu fondato nel XIII secolo da parte delle comunità benedettine attive nei pressi della collina.

## Architettura
La chiesa è interamente scavata nel tufo e presenta una struttura architettonica in stile gotico. Sono assenti le strutture dell'architettura bizantina come il bêma, il diaconicon, il nartece o l’iconostasi, tipiche delle chiese rupestri del materano e del territorio pugliese. L’ingresso è ad arco acuto, alto m 2,60 e largo m 4, oggi chiuso da un portone in legno. L’interno si presenta ad aula unica, lunga m 12, voltata a crociera e divisa a metà della navata da un arco ribassato. In fondo all’aula si trova la cappella maggiore con un altare dedicato a Santa Margherita d’Antiochia, la santa titolare dell’edificio. Sui lati si aprono altre quattro cappelle voltate a botte e di diversa profondità. La cappella a sinistra della porta di accesso presenta un altare dedicato all’Arcangelo Michele. Le cappelle laterali presso l’altar maggiore non sono affrescate, sono corredate da sedili in pietra e quella a destra presenta un arco che dà accesso a un vano secondario, forse una sagrestia o un giacitoio per il monaco a guardia dell’edificio.

## Cappella di San Michele

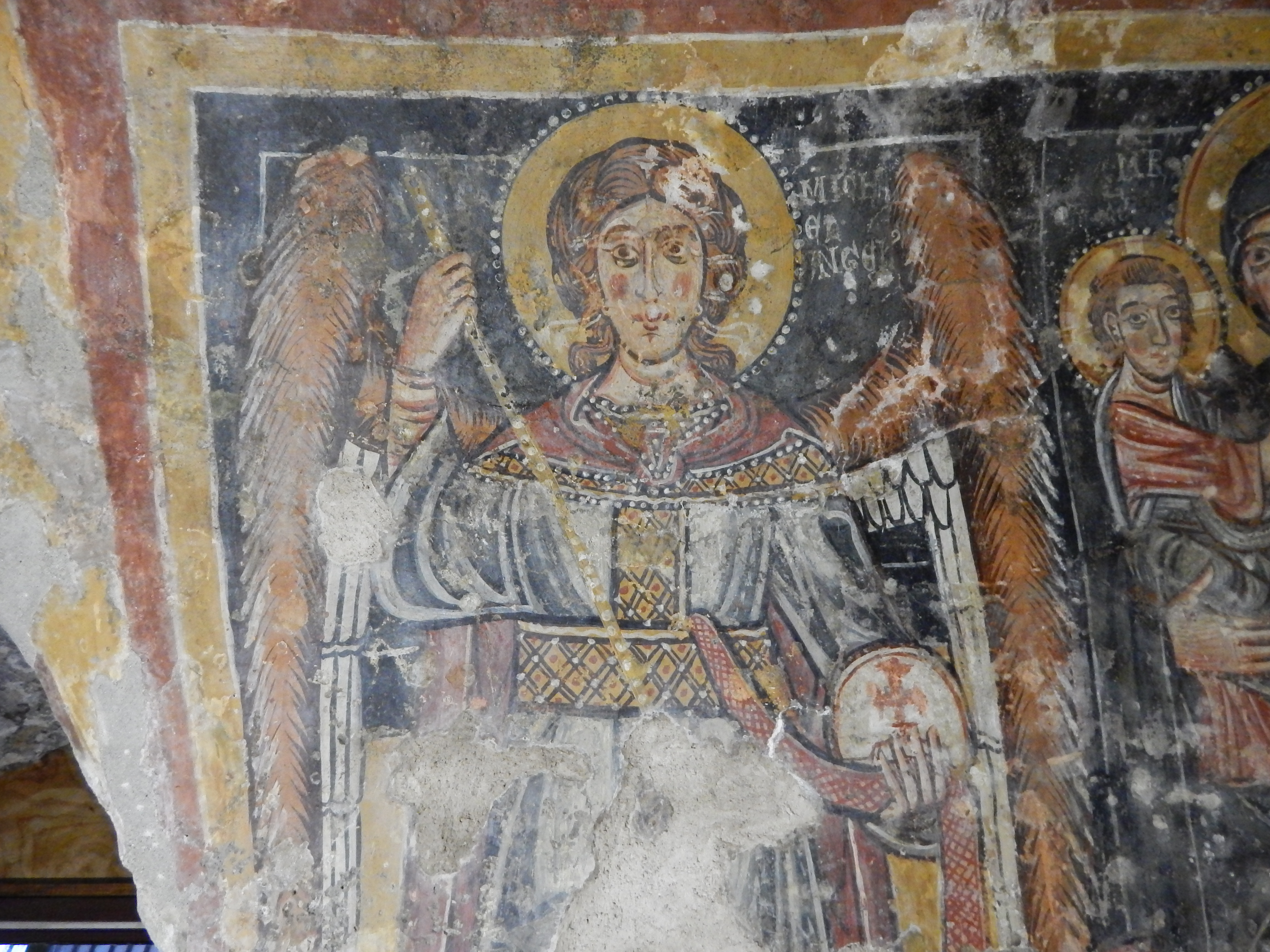
San Michele Arcangelo, particolare. Melfi, Santa Margherita.

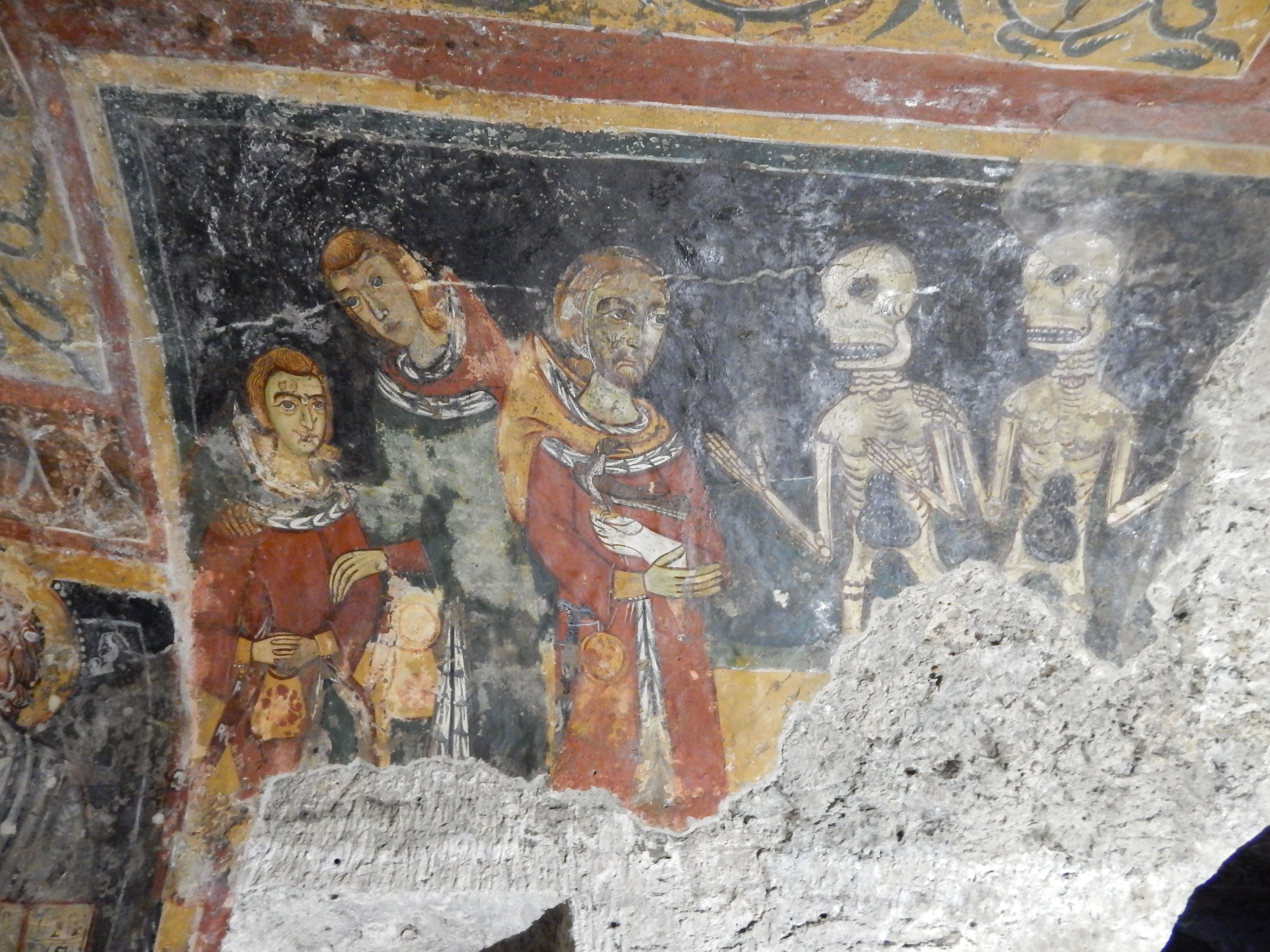
Incontro dei tre vivi e dei tre morti. Melfi, Santa Margherita.

La prima cappella che si apre sulla sinistra, in corrispondenza dell’entrata, è dedicata all’Arcangelo Michele. Al centro è presente un altare parietale ricavato dalla pietra tufacea e le pareti sono scandite da cornici in una serie di riquadri che ospitano figure di santi, costituendo una sorta di polittico su muro. Sull’estremità sinistra del sottarco si trova la figura di San Bartolomeo; il santo scorticato che porta sulla spalla un panno verde che è in realtà la sua pelle. Nel primo riquadro sulla parete sinistra della cappella si staglia la figura dell’Arcangelo Michele, il capo delle milizie celesti e combattente delle forze del male. Abbigliato con una lunga veste e un prezioso loros bizantino, trafigge con una lancia il drago ai suoi piedi mentre con la sinistra sorregge il globo crucigero, rispettando l’iconografia orientale. Segue la figura di una Madonna con Bambino in trono. La Vergine siede su un trono bizantino decorato a losanghe con pulvinare rosso. Nella posa dell’Odighitria, essa sorregge il Bambino che con una mano benedice alla latina mentre nell’altra reca il cartiglio aperto. L’immagine presenta forti analogie con l’immagine della Madonna con Bambino presente nella vicina chiesa rupestre di Santa Lucia, ma è restituita in una versione più compendiaria. Accanto si trova la figura di San Giovanni Evangelista accompagnato dall’iscrizione “S[anctus] IOH[anne]S EVA[ngelista]. La figura stringe sul petto un Vangelo dalla copertina gemmata e con una mano indica la vicina Madonna in trono, instaurando un senso dinamico alla composizione. Sulla parete di fondo si inserisce Santa Margherita, la santa titolare della chiesa, nella posa dell’intercessione verso l’Arcangelo Michele al centro, sopra l'altare. La figura dell’angelo presenta i medesimi caratteri dell’Arcangelo sulla sinistra, eccetto nelle dimensioni e in alcune variazioni cromatiche. Segue San Giovanni Battista, vestito di pelliccia, che intercede verso il Cristo in trono sulla parete destra. Cristo, assiso su un trono bizantino, benedice solennemente alla latina mentre con una mano tiene il Vangelo aperto sulle parole "[Ego sum] LUX/MU[ndi qui sequi] TUR/ME[non ambulat in tenebris sed habebit lumen vitae aeterne]”. 
A riempire lo spazio delle pareti si inseriscono delle fasce decorative secondo un’idea di horror vacui: un girale vegetale con fiori rossi di gusto romanico e un motivo gotico ad archetti incrociati. Tali pitture si caratterizzano per soluzioni arcaiche di retaggio bizantino come i grandi occhi dilati, i pomelli rossi sulle gote e le ombre dense e marcate nei tratti. 
 Accanto a queste si inserisce un’opera dal tema macabro realizzata da un artista più aggiornato: L'incontro dei tre vivi e dei tre morti.  Come narra la leggenda, tre nobili cavalieri, di ritorno da una battuta di caccia si imbattono in tre scheletri che ammoniscono sulla caducità della vita con la frase  “noi eravamo quel che voi siete, voi sarete quel che noi siamo”. L'affresco rappresenta tre nobili e due scheletri- il terzo era forse presente nella parte di intonaco caduta. La leggenda viene tramandata da un poemetto della seconda metà del XIII secolo di Baudouin de Condé, menestrello alla corte di Margherita II contessa di Fiandra (1244-1280). L’opera di Melfi si distingue dalle rappresentazioni italiane dell’Incontro, dove spesso compare la figura dell'eremita o dove i cadaveri giacciono a terra nelle bare aperte. La scena è schematica e immediata e segue l’impostazione propria delle miniature che adornavano i codici dei poemetti sull’Incontro, diffusi a partire dal XIII secolo. Tali miniature sono le prime raffigurazioni relative al tema e costituivano un modello iconografico anche per le rappresentazioni murali. La corte angioina era un motore di miti laici e cavallereschi e la sua presenza a Melfi può spiegare l’influenza diretta di un modello miniatorio. 

## Altare maggiore

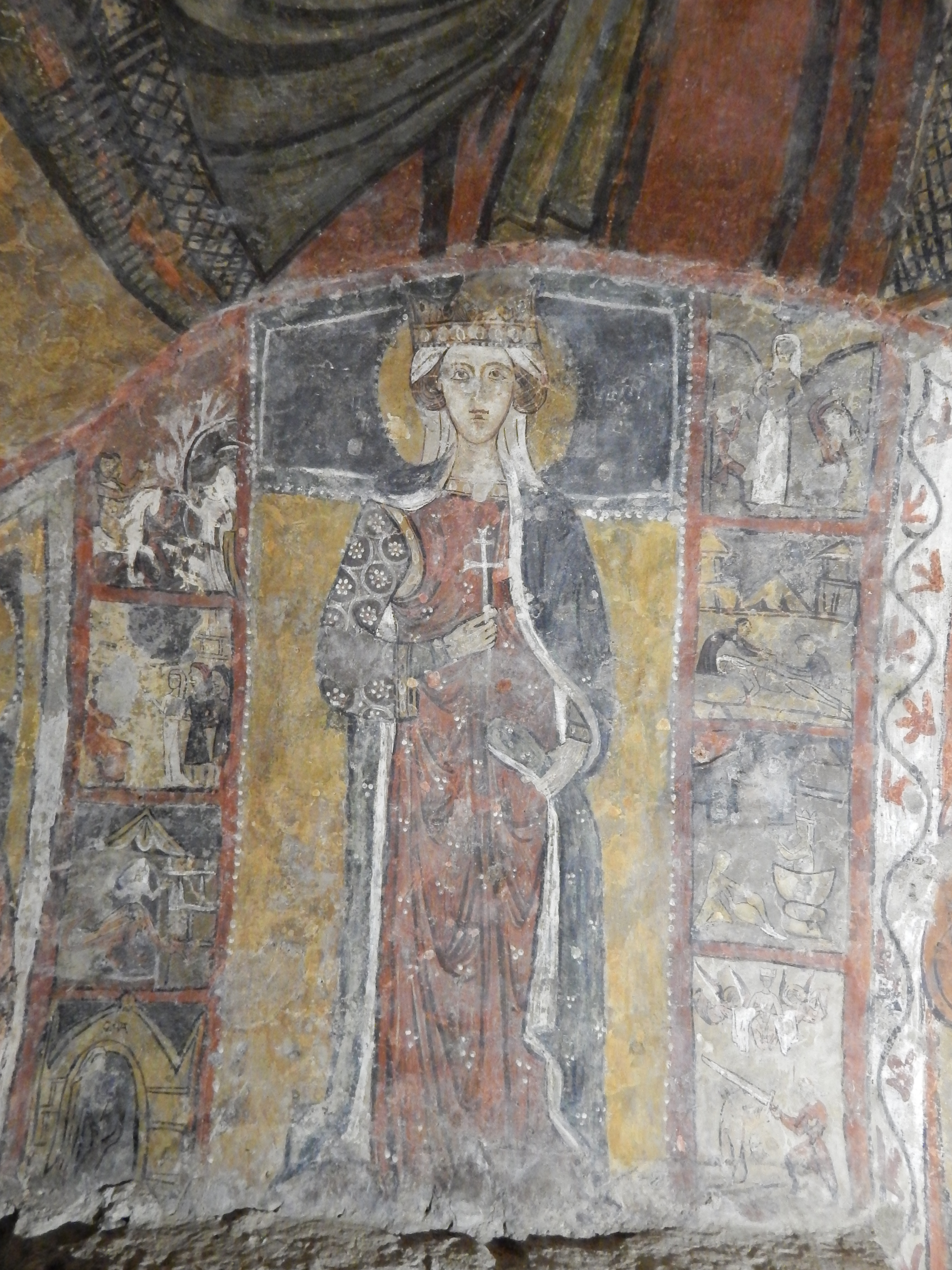
Santa Margherita e storie della sua vita. Melfi, Santa Margherita.

La cappella dell’altare maggiore è incassata nella volta maggiore dell’edificio con una soluzione del tipo ad arcosolio. In basso a sinistra del sottarco esterno si trova la figura di San Vito che tiene al guinzaglio dei cagnolini, il suo attributo. Seguono in alto le figure di Santa Elisabetta e di San Guglielmo da Vercelli, il santo fondatore dell’Ordine dei Verginiani. In basso a destra si inserisce la figura di San Basilio Magno, il vescovo di Cesarea, dottore della Chiesa e fondatore dell’ordine dei basiliani. Il santo si presenta canuto e privo della tipica barba a punta, mostrando delle strette affinità stilistiche con il San Basilio presente nella Cripta di San Vito Vecchio a Gravina. In basso a sinistra dell’arco trionfale si trova una piccola vasca per lo scolo delle abluzioni o piscina liturgica e la parete dell'arco è decorata con cinque clipei contenenti i simboli del Tetramorfo - il bue di San Luca, l’angelo di San Matteo, l’aquila di San Giovanni, il leone di San Marco- e un Cristo benedicente nel clipeo centrale. In basso a destra si inserisce, entro un’arcatella dipinta, la figura di San Nicola di Bari. Il santo soffrì il carcere per Cristo sotto l’Impero di Diocleziano e partecipò al Concilio di Nicea contro la dottrina ariana; forse per questo, secondo l’iconografia bizantina, viene spesso rappresentato vicino a San Basilio. La figura ieratica e austera, benedice alla latina e con una mano stringe il Vangelo dalla copertina gemmata, attributo dell’iconografia orientale.
Al centro della cappella si trova un altare parietale con scalino inginocchiatoio, sopra il quale è dipinta l’immagine di Santa Margherita con otto storie della sua vita, affiancata da San Paolo e San Pietro. La santa si presenta in abiti principeschi, con una mano stringe una croce patriarcale e con l’altra afferra un lembo del mantello creando un nodo di pieghe falcate. Sul sostrato bizantino della figura, evidente nella resa piatta e bidimensionale, si innestano elementi nuovi dell’arte gotica come il linearismo del panneggio e l’ovale del volto dai tratti delicati. Le otto storie raffigurano gli episodi della sua vita riportati dalla "Passio" del greco Teotimo. Qui, l’artista (lo stesso che realizza l’icona centrale) si esprime con modi essenzialmente grafici, adottando un tono più naïf e vivace e mostrando una sensibilità alle forme gotiche. La lettura delle storie parte da sinistra e segue un andamento dall’alto al basso, come canonico. 
1. Santa Margherita custodisce il gregge con la sua balia. Notata per la sua bellezza, due cavalieri giungono per rapirla per ordine del Prefetto Olibrio.
2. Olibrio interroga Margherita e le chiede la mano. La fanciulla rifiuta le sue lusinghe, professa la sua fede cristiana e accetta la sua condanna.
3. Margherita è in prigione, subisce l’apparizione del demonio sotto forma di un drago e viene divorata. Essa si salva squarciandogli il ventre con un segno della croce.
4. Ancora in prigione, il demonio appare una seconda volta. Margherita ne subisce le tentazioni ma si difende calpestandolo a terra e costringendolo a confessare la ragione del suo odio verso gli uomini.
5. Margherita è condannata a dei supplizi. La santa seminuda è legata a un palo e viene flagellata dai carnefici.
6. La santa nuda è distesa a terra e viene torturata con degli uncini di ferro.
7. La fanciulla viene immersa in una vasca di acqua bollente mentre un carnefice, con l’aiuto di un mantice, attizza il fuoco.
8. La scena raffigura i due momenti culminanti del martirio. In basso, la vergine viene decapitata da un carnefice con una lunga spada. In alto, l’animula della santa, incoronata e seduta in trono, viene sollevata in una sindone da due angeli con le mani velate.

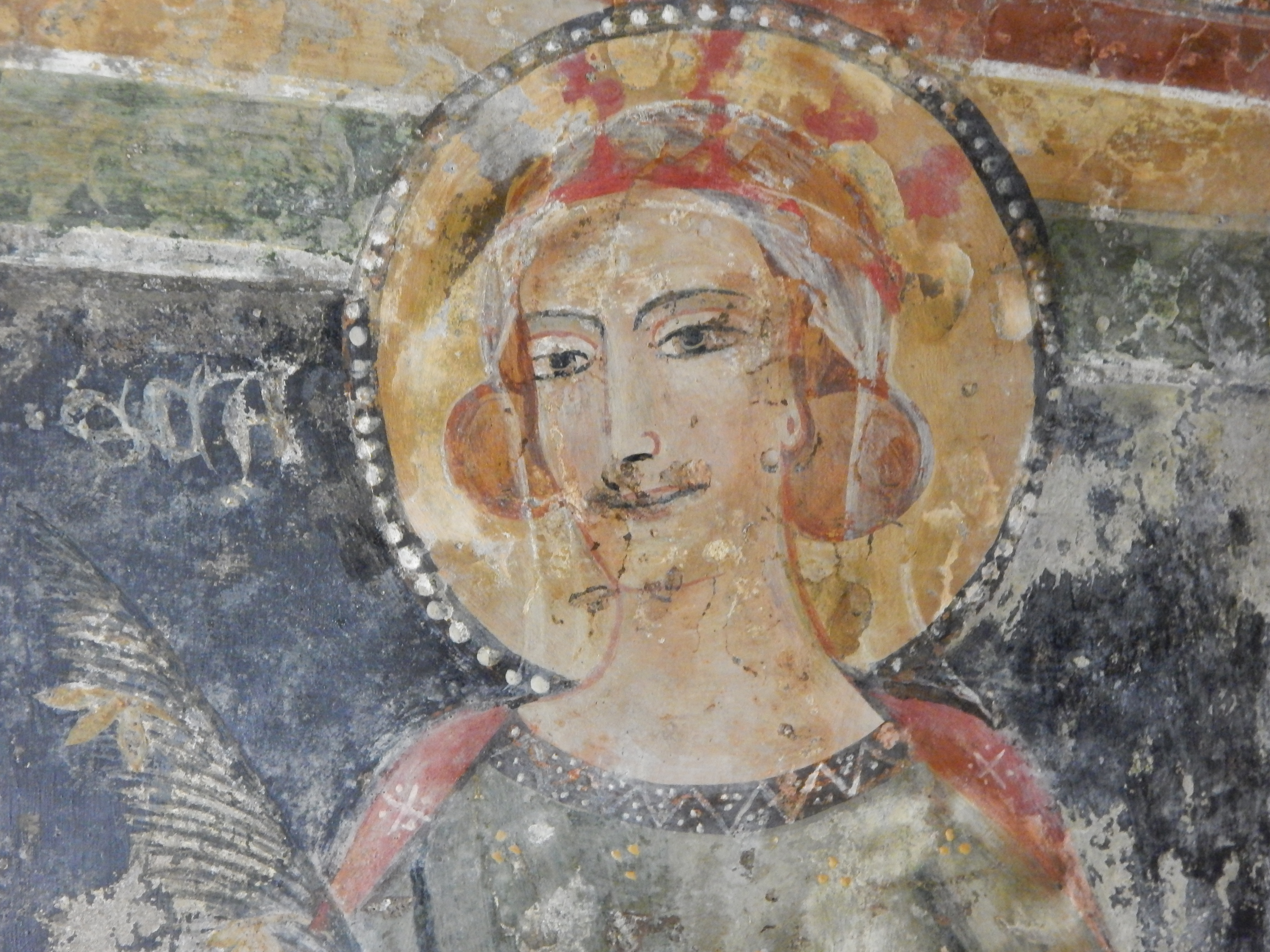
Santa Cordula, particolare. Melfi, Santa Margherita.

Sulla parete sinistra si inseriscono due sante identificate come Sant’Orsola, nella santa sulla sinistra che sorregge un lungo bastone con vessillo crociato e Santa Cordula nella santa sulla destra. Queste figure sono spurie da qualsiasi bizantinismo e rivelano l’intervento di un artista aggiornato sulle soluzioni giottesche. La parete destra è decorata con un motivo a finti marmi colorati ed è bucata da una nicchia per il deposito di suppellettili. 
Sulla volta si staglia una Maiestas Domini racchiusa in una mandorla sollevata da due angeli. Cristo, seduto su un trono mosaicato, benedice alla latina e con una mano tiene il Vangelo aperto sulle parole “[Ego sum]LUX/MU[ndi qui sequi]TUR/ME[non ambulat in tenebris sed habebit lumen vitae aeterne]". Le proporzioni dilatate rivelano le ricerche dell’artista verso una resa volumetrica della figura.

## Navata

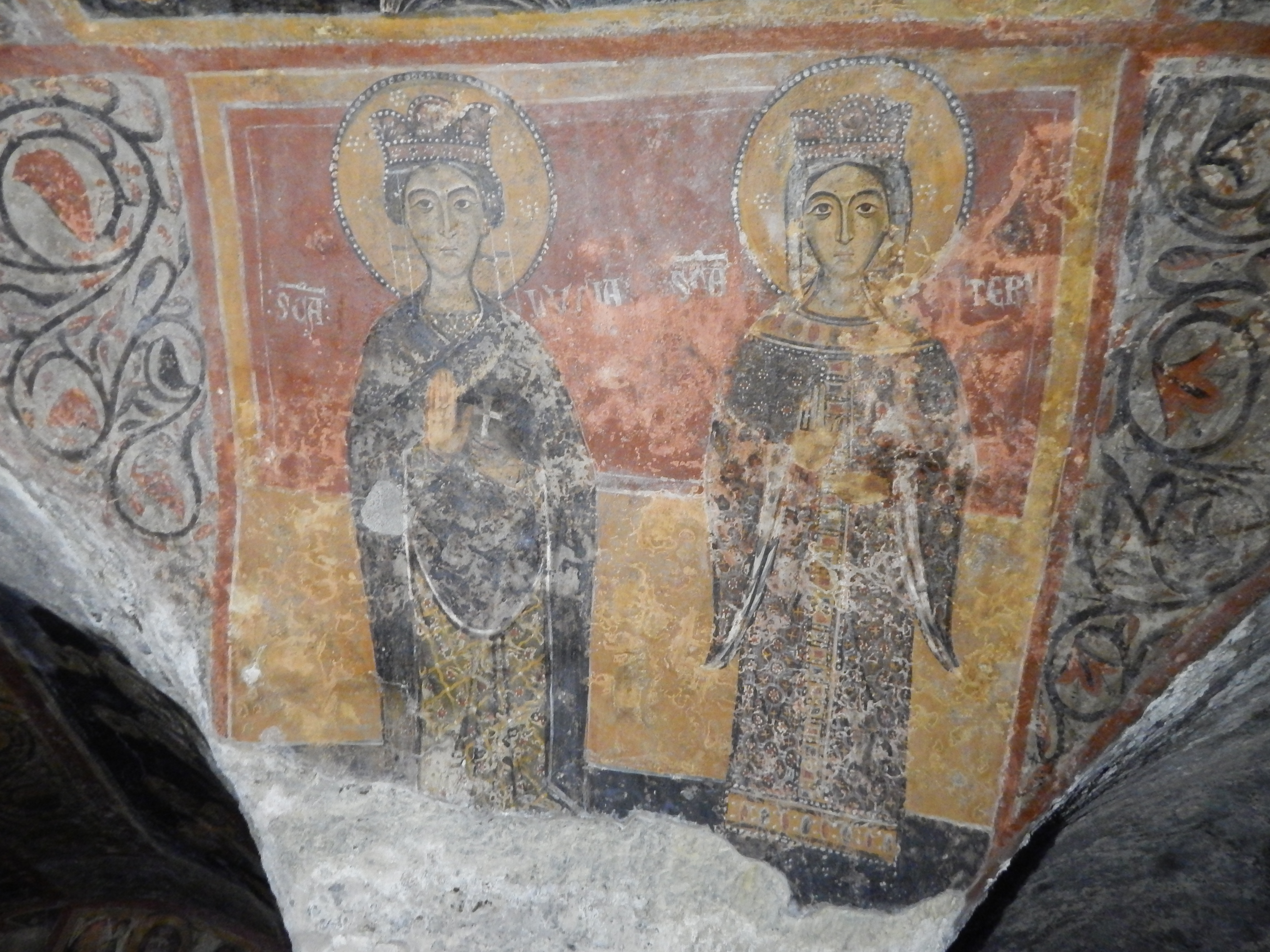
Santa Lucia e Santa Caterina. Melfi, Santa Margherita.

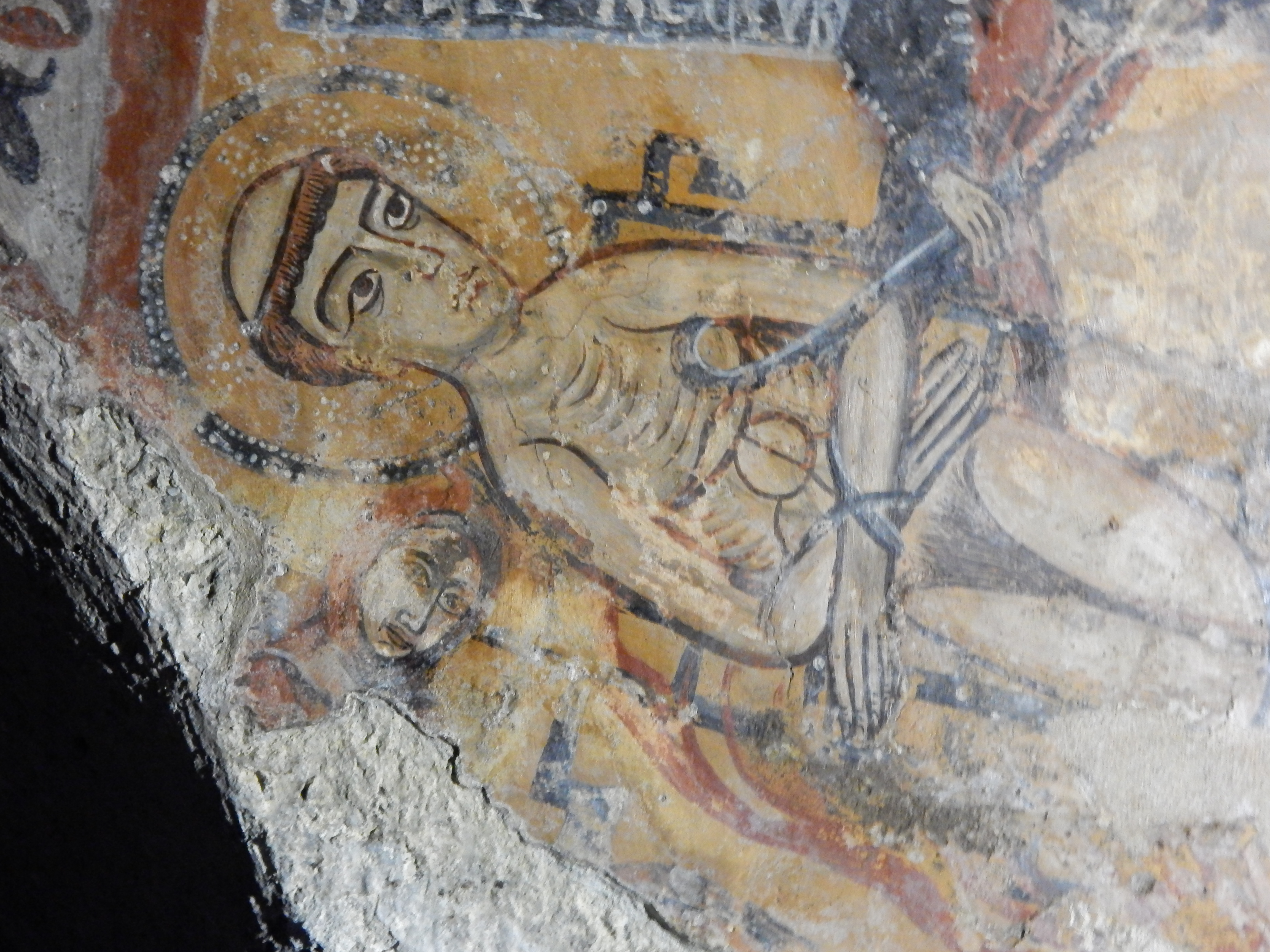
Martirio di San Lorenzo, particolare. Melfi, Santa Margherita.

Un arco ribassato dal profilo acuto si innesta a metà della navata. Sulla parete sinistra del sottarco sono rappresentate Santa Lucia e Santa Caterina. Le figure frontali e ieratiche sono nella posa dell’orante. Indossano vesti preziose e nei volti presentano dei tratti tipicamente bizantini. Sulla parete opposta è rappresentato il Martirio di San Lorenzo. In alto a destra, l’Imperatore Valeriano è assiso in trono e ordina l’esecuzione del supplizio a un vecchio soldato munito di spada. Il santo è disteso su una graticola sul fuoco ardente, assestato da un carnefice con un arnese uncinato. In alto, un angelo lo benedice con un aspersorio e sul cielo stellato, in ricordo della santa notte del martirio, compare una Dextera Dei benedicente da un drappeggio di festoni concentrici, allusivo al Regno dei cieli. L’artista aderisce ancora al linguaggio bizantino ma mostra una capacità narrativa che si compiace di deformazioni grottesche e mostra una sensibilità al naturalismo gotico. I pennacchi delle crociere sono decorati con girali vegetali di gusto romanico. 

## Cappella di Santo Stefano

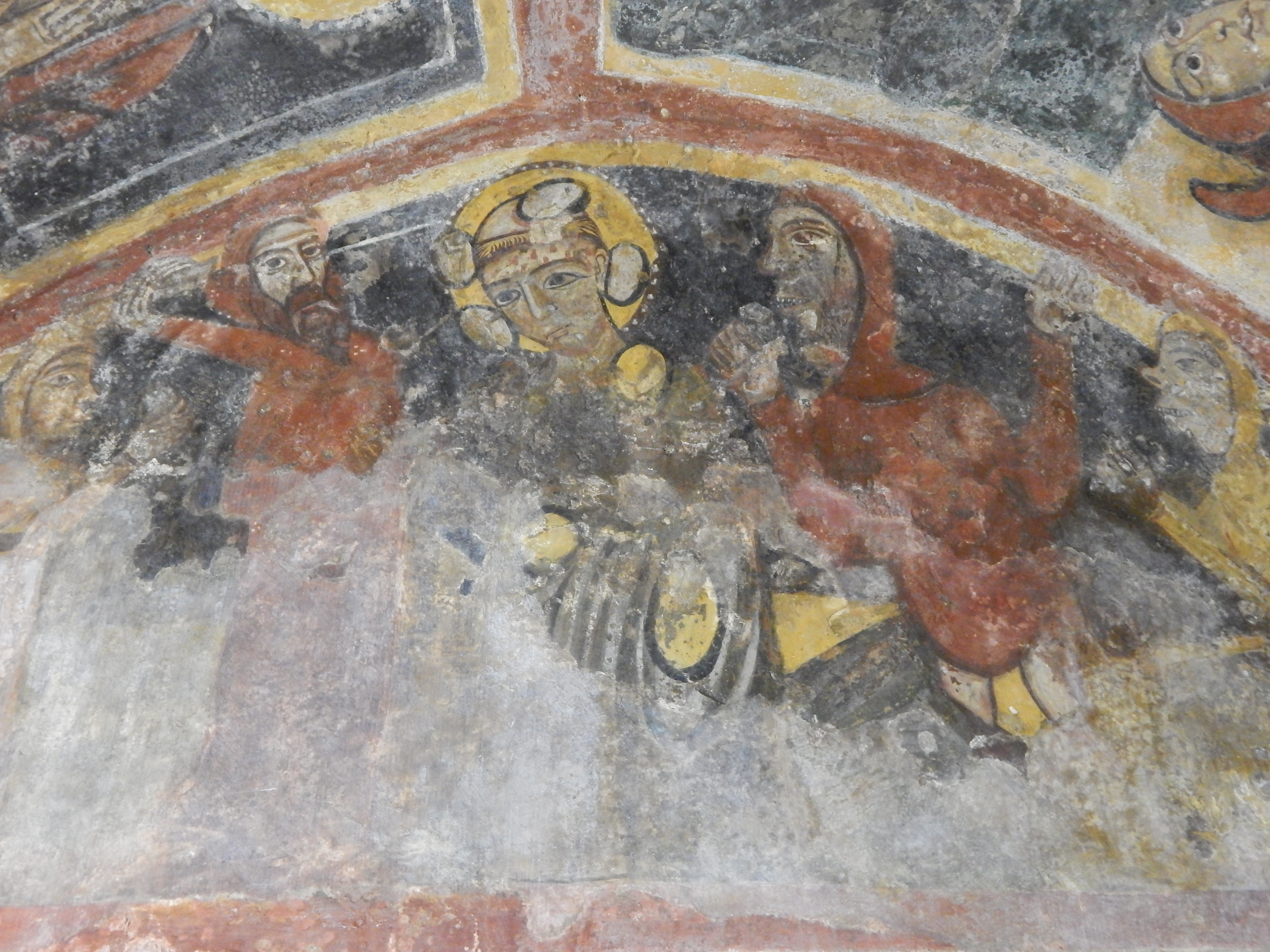
Martirio di Santo Stefano. Melfi, Santa Margherita.

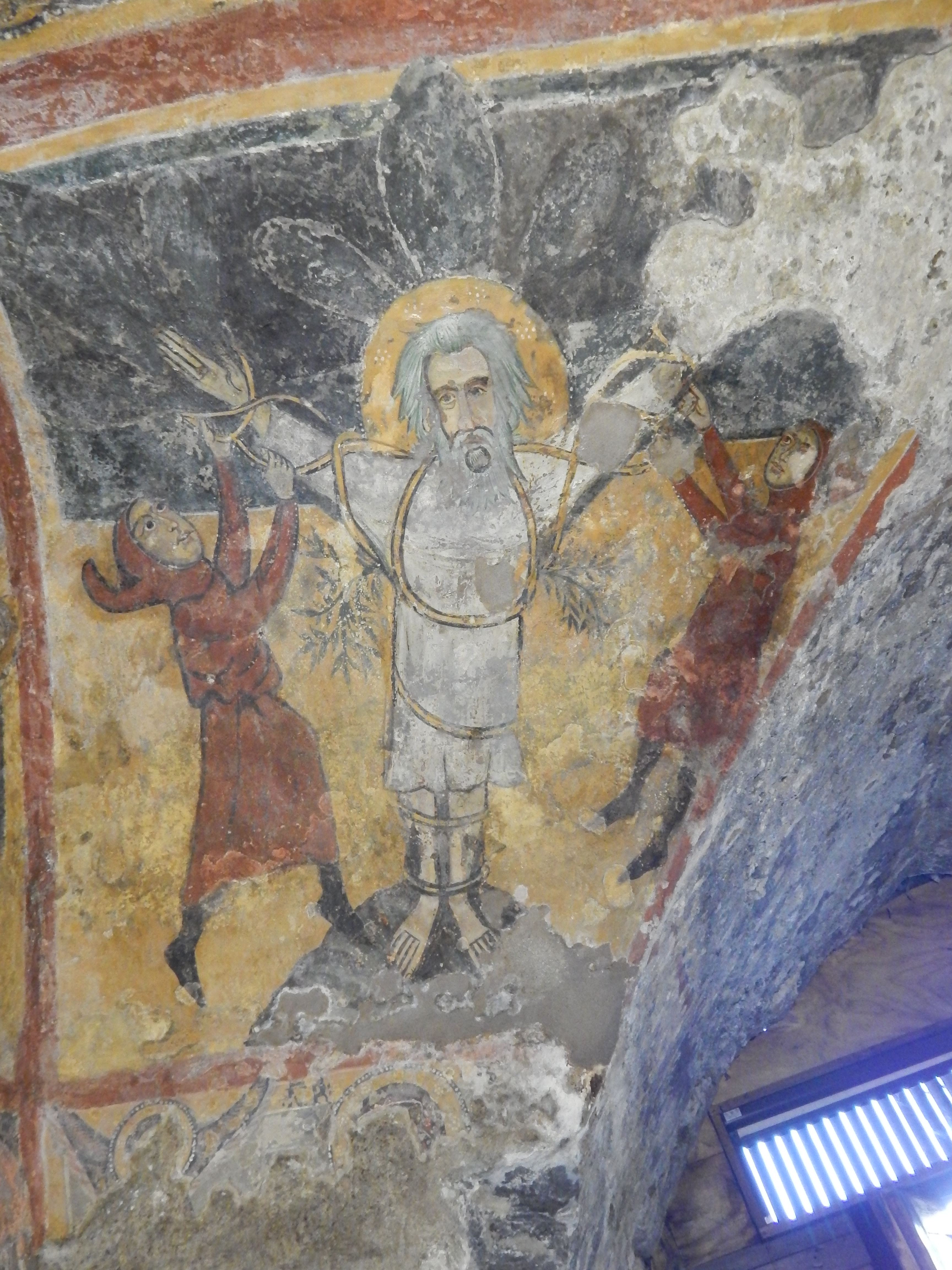
Martirio di Sant'Andrea. Melfi, Santa Margherita.

Sulla parete destra della chiesa, in prossimità dell’entrata dell’edificio, si apre un vano voltato a botte e privo di altare. Sulla parete sinistra del sottarco si staglia una figura di santo nel gesto dell’orante, probabilmente un santo martire a cui è legata la scena di battaglia raffigurata nel piccolo riquadro alla sua sinistra. Nella lunetta centrale si inserisce la scena del martirio di Santo Stefano. Il santo, al centro, rappresentato come un diacono imberbe, subisce i colpi dei sassi lanciati dai suoi carnefici. Sulla parete destra è rappresentata la scena del Martirio di Sant'Andrea. Distinguendosi dalle rappresentazioni canoniche, il santo è legato a una croce del tipo Gabelkreuz (croce a stampella) e rispetta un’iconografia simile a quella di una miniatura germanica del XIII secolo; il foglio 126v del codice Vaticano Ross.n.181. Le scene di martirii del ciclo e la rappresentazione dell'Incontro sono state attribuite allo stesso artefice. 
Nel registro inferiore della cappella sono rimasti dei lacerti di un ciclo cristologico e il volto di un santo monaco, individuato come San Benedetto. Nella prima scena a destra era rappresentata un'Annunciazione di cui rimangono le ali dell’Arcangelo Gabriele e il maphorion della Vergine. Nella scena che segue, la Natività di Cristo, si leggono la sagoma della Vergine, distesa su un pulvino e alle sue spalle la grotta dal fondo buio, tipica della tradizione bizantina. In alto, rimangono il bue che si affaccia sulla scena e una stella avvolta da un alone di luce.